# Broski's
Broski's is een lied van de Nederlandse rapper Frenna in samenwerking met de Nederlandse rapper Mula B. Het werd in 2023 als single uitgebracht.

## Achtergrond
Broski's is geschreven door Francis Junior Edusei, Hicham Gieskes, Germaine Kenneth Romero en Tevin Irvin Plaate en geproduceerd door Spanker. Het is een nummer uit het genre nederhop. In het lied zingen en rappen de artiesten over hun succes en rijkdommen, en over het zijn met vrienden. Broski's werd bij radiozender FunX uitgeroepen tot DiXte track van de week. De single heeft in Nederland de gouden status.
Op de B-kant van de single staat een nummer dat Frenna uitbracht met Francis, met de titel 5 vingers. Dit nummer is geschreven door Francis Junior Edusei, Germaine Kenneth Romero, Dyvancho Zammir Wever en Elisha Amonoo-Neizer en geproduceerd door Vanno.
Het is niet de eerste keer dat het duo samenwerkt. In 2019 brachten ze samen Viraal uit, dat volgde nadat ze een jarenlange ruzie hadden bijgelegd. Ook waren ze al beiden te horen op Multi multi.

## Hitnoteringen
De artiesten hadden succes met het lied in de hitlijsten van Nederland. Het piekte op de twaalfde plaats van de Single Top 100 en stond achttien weken in deze hitlijst. De Top 40 werd niet bereikt; het lied bleef steken op de eerste plaats van de Tipparade.